# Dopingliste
Eine Dopingliste enthält Stoffe, Stoffgruppen und Methoden, die zur Leistungssteigerung beitragen können und deren Einnahme bzw. Verwendung bei sportlichen Wettkämpfen oder zu Trainingszwecken deshalb untersagt sind (siehe auch Doping). 

## Organisation

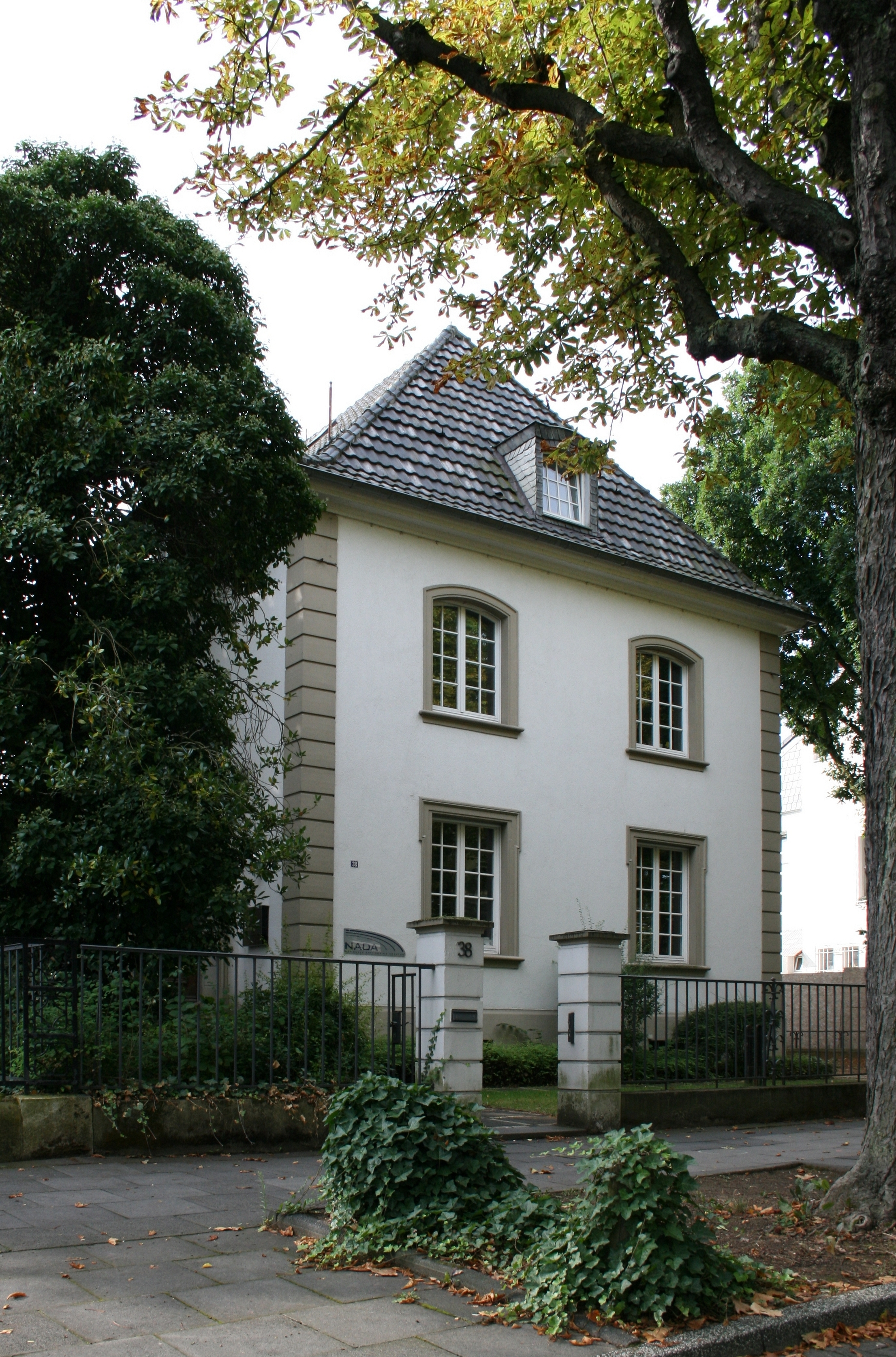
Sitz der deutschen Anti-Doping-Agentur (NADA) in Bonn

Die Dopingliste des IOC wird von den meisten Sportverbänden anerkannt und teilweise mit kleineren Änderungen übernommen. Eine andere Organisation, welche eine Dopingliste führt, ist die WADA (World Anti Doping Agency). 
Bei bestimmten Erkrankungen und Verletzungen der Sportler können diese bei ihren Verbänden in Einzelfällen für Wettkämpfe und Trainings Ausnahmen vor einer eventuellen Einnahme beantragen. Die Liste des IOC ist für Sportler und Vereine, welche an deren Veranstaltungen teilnehmen wollen (z. B. Olympische Spiele) als Mindeststandard verbindlich. Die kontrollierte und unkontrollierte Einnahme dieser Substanzen (oft Medikamentenmissbrauch) kann gesundheitsschädlich sein.
Je nach Verband können die Sanktionen sehr unterschiedlich sein. Diese können von einer kurzzeitigen bis hin zu einer lebenslangen Sperre reichen. Gewonnene Preise und/oder Medaillen müssen zurückgegeben werden. 
Bei einigen Mitteln können weitere Strafen wie Gefängnisstrafe wegen Verletzung von Gesetzen (z. B. Betäubungsmittelgesetz) drohen.
Die Welt-Anti-Doping-Agentur (WADA) ist seit dem 1. Januar 2004 für die weltweite Harmonisierung der Dopingbekämpfung in den olympischen Sportarten zuständig. 
Andere Verbände können sich dieser anschließen. Amerikanische Sportverbände, z. B. des Berufs-, des High-School- oder des Collegesports NCAA haben eigene Dopingbestimmungen, da bei ihnen andere Regeln als die der internationalen Harmonisierung im Vordergrund stehen. 
Mit der Einführung eines Anti-Doping Programmes (bestehend aus dem Code, vier technischen Standards und Modellen bester Praxis) ist die Dopingliste weltweit gültig. 
Die Dopingliste wird in der Regel jährlich geändert und tritt jeweils auf den 1. Januar eines Jahres in Kraft. 
Durch die regelmäßige Veränderung der Liste entstehen Paradoxien. 
So ist z. B. der Gebrauch von Partydrogen, der zur ersten Dopingsperre Jan Ullrichs führte, heute (2014) im Training gestattet und nur noch im Wettkampf verboten. Ullrich wurde jedoch weiter als Wiederholungstäter behandelt.